# Chimères
Os chimères foram homens favoráveis ao ex-presidente Jean-Bertrand Aristide organizados em bandos armados e que semearam o terror no Haiti no período de 2001 a 2005. Tratava-se de gangues haitianas que apoiaram o partido Fanmi Lavalas de Aristide e tomaram medidas violentas contra seus críticos e oponentes.

## Histórico
Os Chimères são bandos armados ligados ao clã de Aristide que operaram principalmente na cidade de Porto Príncipe. Estima-se que possuíram mais de uma centena de bases e mais de quinhentos membros.
Os membros eram em sua maioria homens mais jovens de origem pobre, alguns dos quais já haviam atuado no exército ou em grupos paramilitares, eram bem organizados e tinham fácil acesso a armas. Os "chimères" roubaram e sequestraram pessoas, mas também apareceram em manifestações como partidários fanáticos de Aristide, rápidos em mobilizar e altamente violentos. Exigiam a saída do governo de transição e o retorno de Aristide. Seus membros promovem incursões contra escolas, tiroteios nas ruas comerciais e execuções sumárias. Também mantinham os transeuntes como reféns para pedir resgate e depois, num cenário imutável, desapareciam antes da chegada da polícia. São oriundos dos bairros operários de La Saline, Bel Air e Cité Soleil.
Após a eleição de René Préval como presidente em 2006, os "chimères" não apareceram mais. Mesmo depois que Préval foi eleito presidente do Haiti, eles não foram processados, o que pode ser explicado pela falta de vontade ou incapacidade do governo de agir contra os grupos armados no país. Acredita-se também que muitos policiais temiam a vingança ou estavam envolvidos em atividades paramilitares ou criminosas e, portanto, não estavam dispostos a investigar esses grupos. A maioria dos "chimères" pode ter se tornado parte de gangues criminosas na Cité Soleil e em outros distritos de Porto Príncipe.